# Coccoderus bisignatus
Coccoderus bisignatus är en skalbaggsart som beskrevs av Jean Baptiste Lucien Buquet 1840. Coccoderus bisignatus ingår i släktet Coccoderus och familjen långhorningar.
Artens utbredningsområde är Surinam. Inga underarter finns listade i Catalogue of Life.